# Selca (żupania splicko-dalmatyńska)
Selca – wieś w Chorwacji, w żupanii splicko-dalmatyńskiej, siedziba gminy Selca. W 2011 roku liczyła 846 mieszkańców.